# دليل عقلي
دليل العقل من الأدلة الأربعة عند الشيعة بشكل عام والاثنى عشرية بشكل خاص، ويلجأ اليه عند عدم وجود دليل شرعي لفظي أو غير لفظي.
ينقسم من حيث الحجية إلى :
1. الدليل العقلي القطعي وهو مقدم على الدليل الشرعي اللفظي والدليل الشرعي غير اللفظي الظنيان.
2. الدليل العقلي الظني وهو مؤخر عن الدليل الشرعي اللفظي الظني والدليل الشرعي غير اللفظي الظني.

ينقسم من حيث الموضوع إلى :
1. المستقلات العقلية : وهو ما يدركه العقل ويحكم به دون بيان شرعي وهو محل خلاف كبير مع المذاهب الإسلامية الأخرى الاربعة من المستقلات العقلية مسألة التحسين والتقبيح العقلي.
2. غير المستقلات العقلية : وهو ما يدركه العقل مع بيان شرعي با تكون مقدمته شرعية ومؤخرته عقلية أو العكس كمسألة الاجزاء ومسألة الضد.